# 앉은굿
앉은굿은 대한민국 충청남도 청양군 화성면에 있다. 1998년 4월 30일 청양군의 향토유적 제8호로 지정되었다.

## 개요
독경자가 앉은 자세로 북과 징을 치면거 신령에게 양재기복을 기원하는 우리나라 무속의 형태로 충청도 지방에서 유행하였다. 고(故) 이필화선생이 14세에 전수받아 전승하였으나 2014년에 별세하였다.
그는 14세때부터 앉은굿을 전수받아 지금까지 35년 동안 업으로 삼고 있다. 특히 조상의 혼을 달래어 왕생극락 세계로 가게하는 천도굿 등의 기능이 우수하여 각지에서 찾아오는 사람이 많다. 충청남도 개도 100주년 기념 민속예술제에서 장원상을 받기도 하였다.